# Dinarthrum yakushimaense
Dinarthrum yakushimaense är en nattsländeart som beskrevs av Ito 1990. Dinarthrum yakushimaense ingår i släktet Dinarthrum och familjen kantrörsnattsländor. Inga underarter finns listade i Catalogue of Life.